# Juhász Attila (újságíró, 1896–1965)
Juhász Attila (Arad, 1896. október 29. – Arad, 1965. február 24.) aradi magyar újságíró, író.

## Életútja
Szülővárosában a Felső Reáliskolában tette le az érettségit (1914). Az első világháború után az OMP Arad megyei szervezetének ifjúsági csoportvezetője, az 1924 és 1927 közt megjelent Magyar Ifjúság szerkesztője, felelős szerkesztője, majd 1927 áprilisától főszerkesztője. Cikkeiben kulturális kérdésekkel foglalkozott. Az újság megszűnése után számos aradi lap külső munkatársa.

## Kötete
Remeg a föld és az ember című kötete (Arad, 1940) szemtanúk hiteles vallomására támaszkodva elevenítette fel az 1940-es bukaresti földrengést, fényképekkel, ábrákkal, térképekkel kísért magyarázataiban a tudományt képzeletbeli okokkal, légköri tüneményekkel vegyítve.